# Ян Лукашевич
Ян Лукашевич (пол. Jan Łukasiewicz; 21 грудня 1878, Львів — 13 лютого 1956, Дублін, Ірландія) — польський логік і філософ, народився у Львові, який на той час належав Галичині у складі Австро-Угорщини. Його праці відносяться до аналітичної філософії, математичної логіки та історії логіки. Він приніс інновації в традиційну логіку висловлювань, принцип несуперечливості і закон виключеного третього. Сучасні роботи з логіки Аристотеля спираються на традицію, започатковану в 1951 році створенням Лукашевичем революційної парадигми. Підхід Лукашевича був активізований на початку 1970-х у серії робіт Джона Коркорана та Тімоті Смайлі, які повідомляють сучасні переклади Prior Analytics Робіна Сміта у 1989 році і Гізела Страйкера в 2009 році. Лукашевич досі вважається одним з найбільш важливих істориків логіки.

## Біографія
Ян виріс у Львові у римо-католицькій сім'ї Павла Лукашевича, капітана в австрійській армії, і Леопольдіни, дочки службовця, та був єдиною дитиною в родині.
Він закінчив своє вчення філології в гімназії та в 1897 році пішов до Львівського університету, де він вивчав філософію і математику та був учнем Казимира Твардовського.
У 1902 році він отримав ступінь доктора філософії під патронажем імператора Франца Йосифа I Австрії, який дав йому спеціальну каблучку з діамантами.
Він провів три роки як приватний викладач, а в 1905 році отримав стипендію для завершення своїх філософських досліджень у Берлінському університеті і Університеті Левена в Бельгії.
Лукашевич продовжував набувати вищий науковий ступінь та в 1906 році представив свою тезу в Університеті Львова. У 1906 році він був призначений викладачем в університеті, де він зрештою був призначений екстраординарним професором імператором Францом Йосифом I. Він викладав там до Першої світової війни.
У 1915 році він був запрошений для читання лекцій як повноправний професор Варшавського університету, який знову було відкрито після того, як закрили царським урядом у 19 столітті.
У 1919 Лукашевич покинув університет, щоб служити польським міністром релігійних культів і освіти в уряді Падеревського до 1920. Його навчальний план підкреслив раннє придбання логічних і математичних понять.
У 1928 році він одружився з Регіною Барвінською.
Він залишався професором Варшавського університету з 1920 до 1939 року до тих пір, коли будинок був зруйнований німецькими бомбами і університет був закритий під німецькою окупацією. Він був ректором університету двічі. У цей період Лукашевич і Станіслав Леснєвський заснували Львівсько-варшавську школу логіки, яка пізніше була стала міжнародно-відомою завдяки Тарському, який був студентом Лесневського.
Член Польської академії наук (1937).
Один з чільних представників львівсько-варшавської наукової школи.
Розробив оригінальну мову для формалізації логічних виразів (так звана безкінечна символіка Лукашевича).
З 1945 — професор Королівської ірландської академії в Дубліні.
Він і його дружина хотіли переїхати до Швейцарії, але не змогли отримати дозволу від німецької влади. Замість цього, влітку 1944 року, вони залишили Польщу за допомогою Генріха Шольца і провели останні кілька місяців війни в Мюнстері, Німеччина, сподіваючись хоч якось йти далі, можливо, до Швейцарії.
Після війни він емігрував до Ірландії і працював в Університетському коледжі Дубліна аж до своєї смерті.

## Робота
Ряд Аксіоматизації класичної логіки висловлювань пов'язаний з Лукашевичем. Особливо елегантно те, що аксіоматизація має всього три аксіоми і досі використовується. Він був піонером, який відкрив багатозначну логіку. Тризначна логіка висловів, введена в 1917 році, була першою, яка явно аксіоматизувала класичне логічне числення. Він писав про філософію науки, і його підхід до виготовлення наукових теорій був схожий на мислення Карла Поппера.
Лукашевич винайшов польську нотацію (по імені свого громадянства) для логічних зв'язок коло 1920 року.

## Визнання
У 2008 році Польське Суспільство обробки інформації створило премію Яна Лукашевича, щоб представити її найбільш інноваційним польським ІТ-компаніям.
З 1999—2004 , Департамент комп'ютерних наук будівлі на UCD назвали на честь Лукашевича, поки всі кампуси не були перейменовані після того, як за ними були закріплені дисципліни.